# Paracelsiana
La paracelsiana è un minerale appartenente al gruppo del feldspato.

## Cristallografia
La paracelsiana appartiene al sistema monoclino, con il gruppo spaziale P21/a e le costanti di reticolo a=9.065Å, b=9.568Å, c=8.578Å e β=90.01 (se si permutano le costanti a e c, il gruppo spaziale è P21/c).

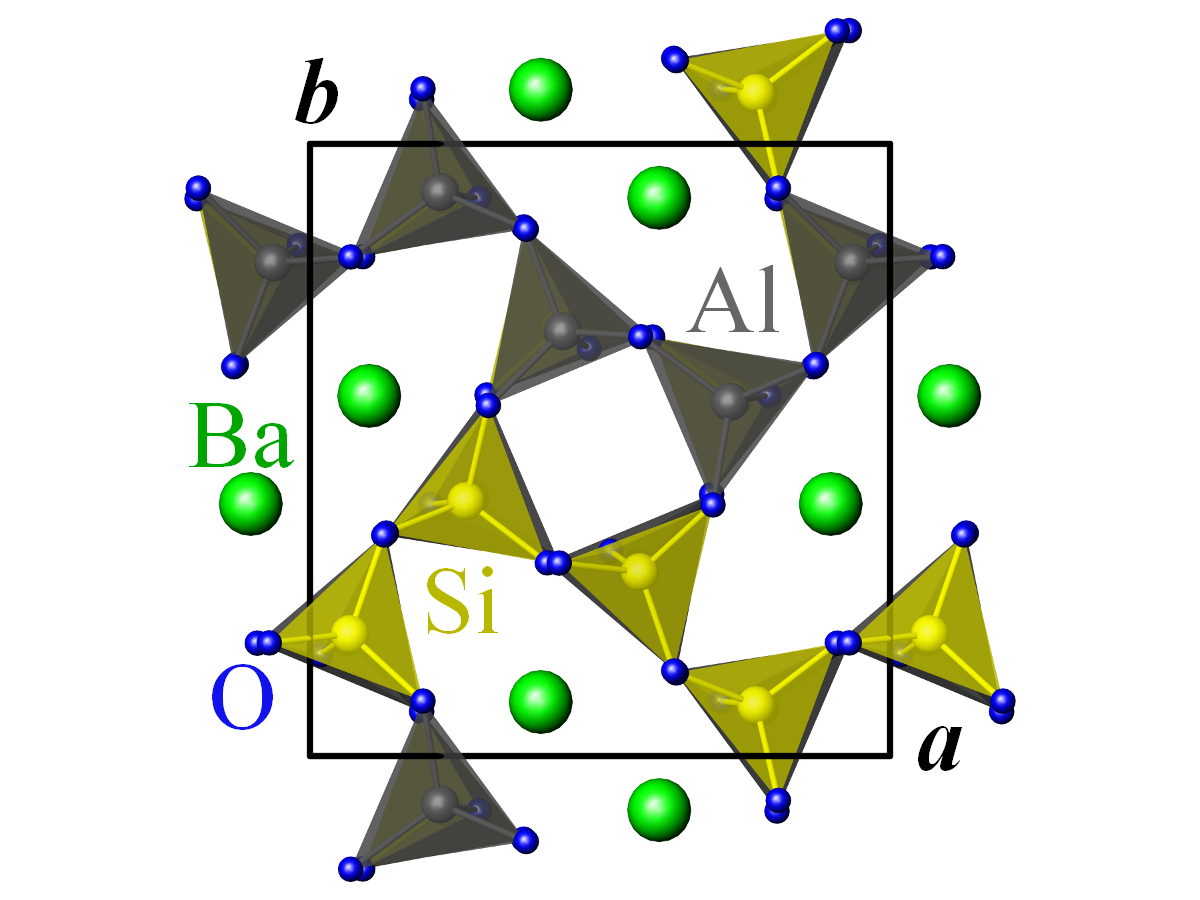
Proiezione della struttura nel piano (a,b).
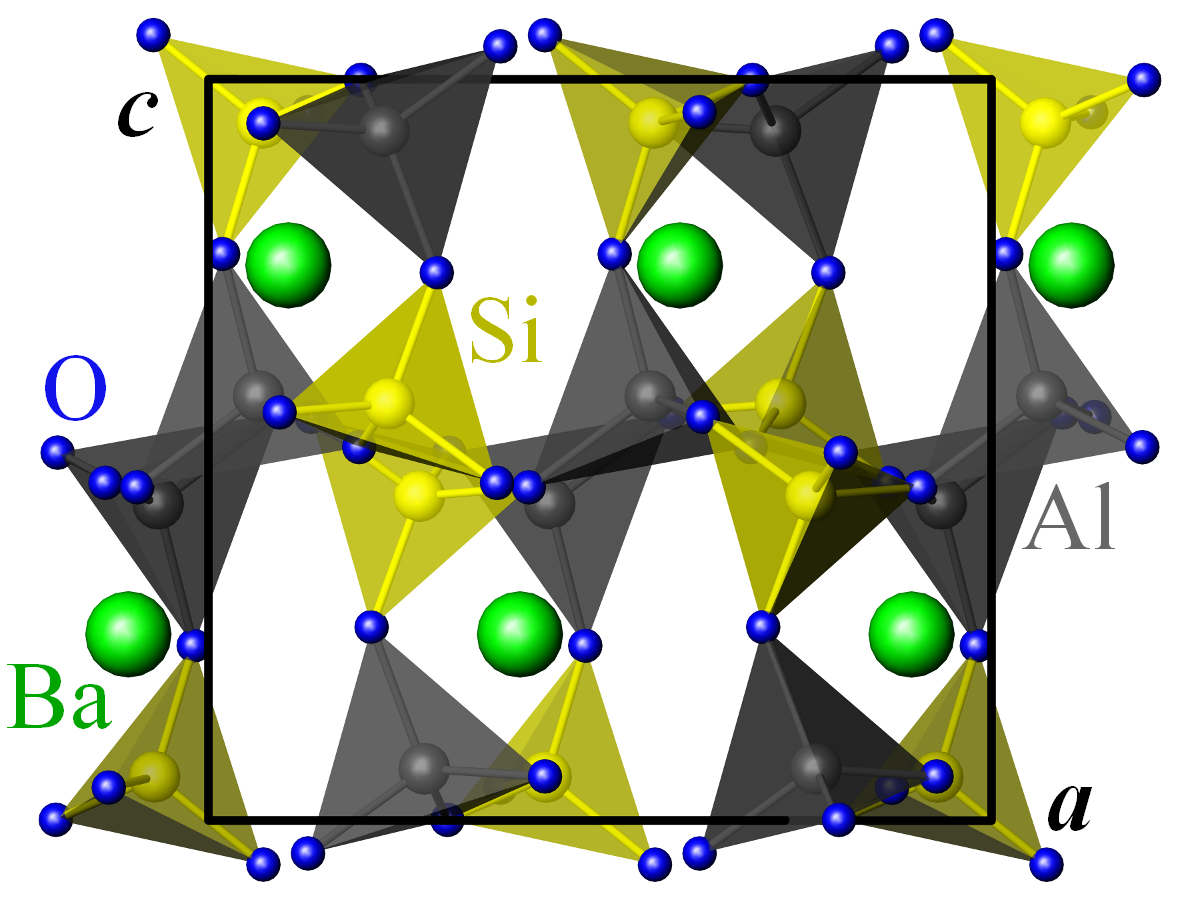
Proiezione della struttura nel piano (a,c).
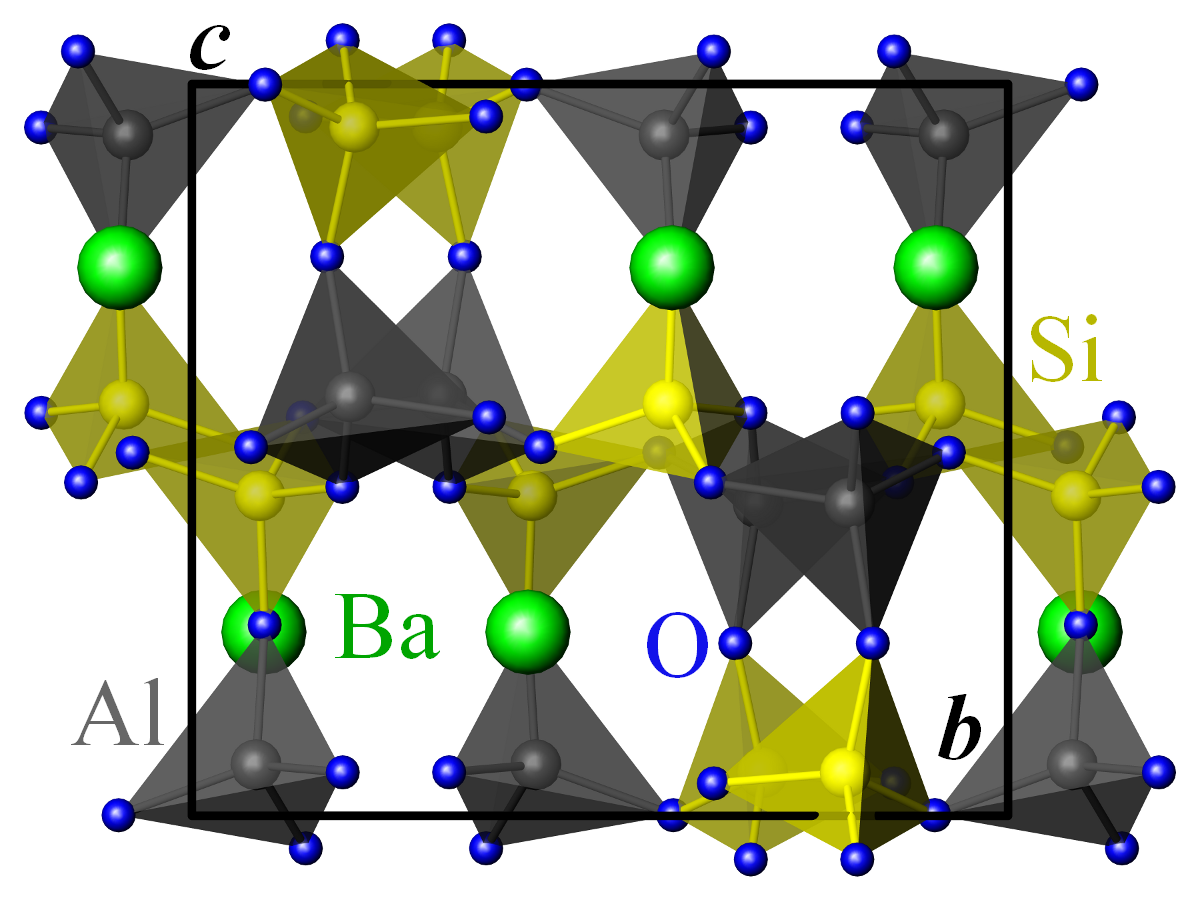
Proiezione della struttura nel piano (b,c).